# Faakersee Straße
Die Faakersee Straße (B 84) ist eine Landesstraße in Österreich. Sie hat eine Länge von 13,4 km und führt von Villach vorbei am Faaker See ins Rosental.

## Geschichte
Die Faakersee Straße gehörte seit dem 1. Oktober 1972 zum Netz der Bundesstraßen in Österreich. Sie entstand aus der Verbindung von drei früheren Landesstraßen:
- Die 19,6 km lange Faakersee Straße wurde bis 1972 als Kärntner Landesstraße Nr. 52 bezeichnet und führte von Villach über Egg, St. Niklas und Rosegg bis Velden. Seit 1972 beginnt die 12,3 km lange Rosegger Straße erst in Egg an der Faakersee Bundesstraße.
- Die Faakersee-Ufer Straße wird nach wie vor als Kärntner Landesstraße Nr. 53 bezeichnet. Sie zweigt in Drobollach von der Faakersee Straße ab und führt am westlichen und südlichen Seeufer entlang, bis sie bei Egg wieder in die Faakersee Straße mündet. 1,7 km der Faakersee-Ufer Straße wurden 1972 zum Bestandteil der Bundesstraße erklärt, seither ist die Landesstraße nur noch 6,6 km lang.
- Die 4,1 km lange Ledenitzer Straße wurde bis 1972 als Kärntner Landesstraße Nr. 54 bezeichnet und führte von der Rosental Straße über Ledenitzen bis Neu-Egg am Ufer des Faakersees. Sie wurde 1972 vollständig durch die Bundesstraße ersetzt.[2]

Nach dem Bundesstraßen-Übertragungsgesetz vom 29. März 2002 steht sie seit 1. April 2002 wieder unter Landesverwaltung.